# 안계고등학교
안계고등학교(安溪高等學校)는 대한민국 경상북도 의성군 안계면 용기리에 있는 공립 고등학교이다.

## 학교 연혁
- 1946년 9월 27일 : 안계초급중학교 설립 인가(3년제 6학급)
- 1946년 10월 26일 : 초대 교장 이정섭 취임
- 1946년 11월 5일 : 개교기념식 거행
- 1948년 8월 31일 : 안계공립농업중학교 인가
- 1951년 8월 23일 : 안계농업고등학교 인가(3년제 9학급)
- 1973년 9월 18일 : 안계종합고등학교로 교명 변경
- 1982년 3월 1일 : 안계중학교·안계종합고등학교 병설
- 2002년 3월 1일 : 학교 체제 개편, 안계고등학교로 교명 변경
- 2003년 11월 7일 : 입지관(기숙사) 개관
- 2004년 11월 19일 : 독서실 개관(후관 3층, 192석)
- 2009년 9월 11일 : 예지관(여학생기숙사) 개관, 실외 골프장 준공, 인조잔디구장 및 우레탄 완공
- 2010년 3월 1일 : 자율학교 지정(5년간), 교과교실제 도지정 연구학교
- 2014년 3월 1일 : 농산어촌 명품교 지정
- 2018년 3월 1일 : 자율학교 재지정(3년간), 안계중고 역사관 개관
- 2023년 3월 1일 : 제30대 권기석 교장 취임
- 2024년 1월 10일 : 제73회 졸업식(24명 졸업, 총 14,172명)
- 2024년 3월 4일 : 2024학년도 입학식(32명 입학)

## 참고 자료
- 안계고등학교 - 한국교육학술정보원 학교알리미